# Anges de Fatima
Anges de Fatima is een Centraal-Afrikaanse voetbalclub uit de hoofdstad Bangui. De club is binnen de eigen landsgrenzen een van de succesvolste, want het won al 5 titels en 8 bekers.

## Palmares
- Landskampioen

1974, 1978, 1983, 1988, 2005
- Beker van de Centraal-Afrikaanse Republiek

1980, 1981, 1991, 1993, 1998, 2000, 2008, 2009